# Helina punctata
Helina punctata este o specie de muște din genul Helina, familia Muscidae. A fost descrisă pentru prima dată de Robineau-desvoidy în anul 1830. Conform Catalogue of Life specia Helina punctata nu are subspecii cunoscute.